# 램 (영화)
"램"(영어: Lamb, 아이슬란드어: Dýrið)은 2021년 개봉한 초자연 공포 영화이다. 발디마르 요한손의 장편 데뷔작이며 그가 공동각본 역시 맡았다.